# Ne Rozumiju
Ne Rozumiju – czwarty singel polskiego rapera Vixena z jego dziewiątego solowego albumu studyjnego, zatytułowanego Blindbox. Singel został wydany 20 października 2023.
Kompozycja znalazła się na 1. miejscu listy OLiA, najczęściej odtwarzanych utworów w polskich rozgłośniach radiowych. Nagranie otrzymało w Polsce status podwójnie diamentowego singla, przekraczając liczbę 500 tysięcy sprzedanych kopii.

## Geneza utworu i historia wydania
Utwór napisali i skomponowali Dariusz Szlagor oraz Jerzy Szeszel, który również odpowiada za produkcję utworu.
Singel ukazał się w formacie digital download 20 października 2023 w Polsce za pośrednictwem wytwórni płytowej Mugo. Piosenka została umieszczona na dziewiątym solowym albumie studyjnym Vixen – Blindbox.
W sierpniu 2024 utwór został zaprezentowany telewidzom stacji Polsat podczas „Przeboju lata Radia Zet i Polsatu”. 31 grudnia 2024 wystąpił z piosenką podczas Sylwestrowej Mocy Przebojów organizowanej w Toruniu i emitowanej na antenie stacji Polsat.

## „Ne Rozumiju” w stacjach radiowych
Nagranie było notowane na 1. miejscu w zestawieniu OLiA, najczęściej odtwarzanych utworów w polskich rozgłośniach radiowych.

## Teledysk
Do utworu powstał teledysk, który udostępniono w dniu premiery singla za pośrednictwem serwisu YouTube.

## Lista utworów
- Digital download[2]

1. „Ne Rozumiju” – 3:20

## Notowania
| Kraj   | Lista (2024)             | Najwyższa pozycja |
| ------ | ------------------------ | ----------------- |
| Polska | Billboard Poland Songs   | 3                 |
| Polska | OLiS – single w streamie | 3                 |

| Kraj   | Lista (2024)                   | Najwyższa pozycja |
| ------ | ------------------------------ | ----------------- |
| Polska | OLiS – oficjalna lista airplay | 1                 |

| Kraj   | Lista (2024)                   | Pozycja |
| ------ | ------------------------------ | ------- |
| Polska | OLiS – single w streamie       | 13      |
| Polska | OLiS – oficjalna lista airplay | 3       |

## Certyfikaty
| Kraj          | Certyfikat          | Sprzedaż |
| ------------- | ------------------- | -------- |
| Polska (ZPAV) | 2× diamentowa płyta | 500 000+ |

## Wyróżnienia
| Rok  | Konkurs                  | Kategoria                   | Rezultat    |
| ---- | ------------------------ | --------------------------- | ----------- |
| 2024 | Gorąca 100               | 100 największych hitów 2024 | 46. miejsce |
| 2024 | Przebój roku RMF FM 2024 | Przebój roku                | 20. miejsce |